# Evangelische Stadtpfarrkirche Neckarsulm

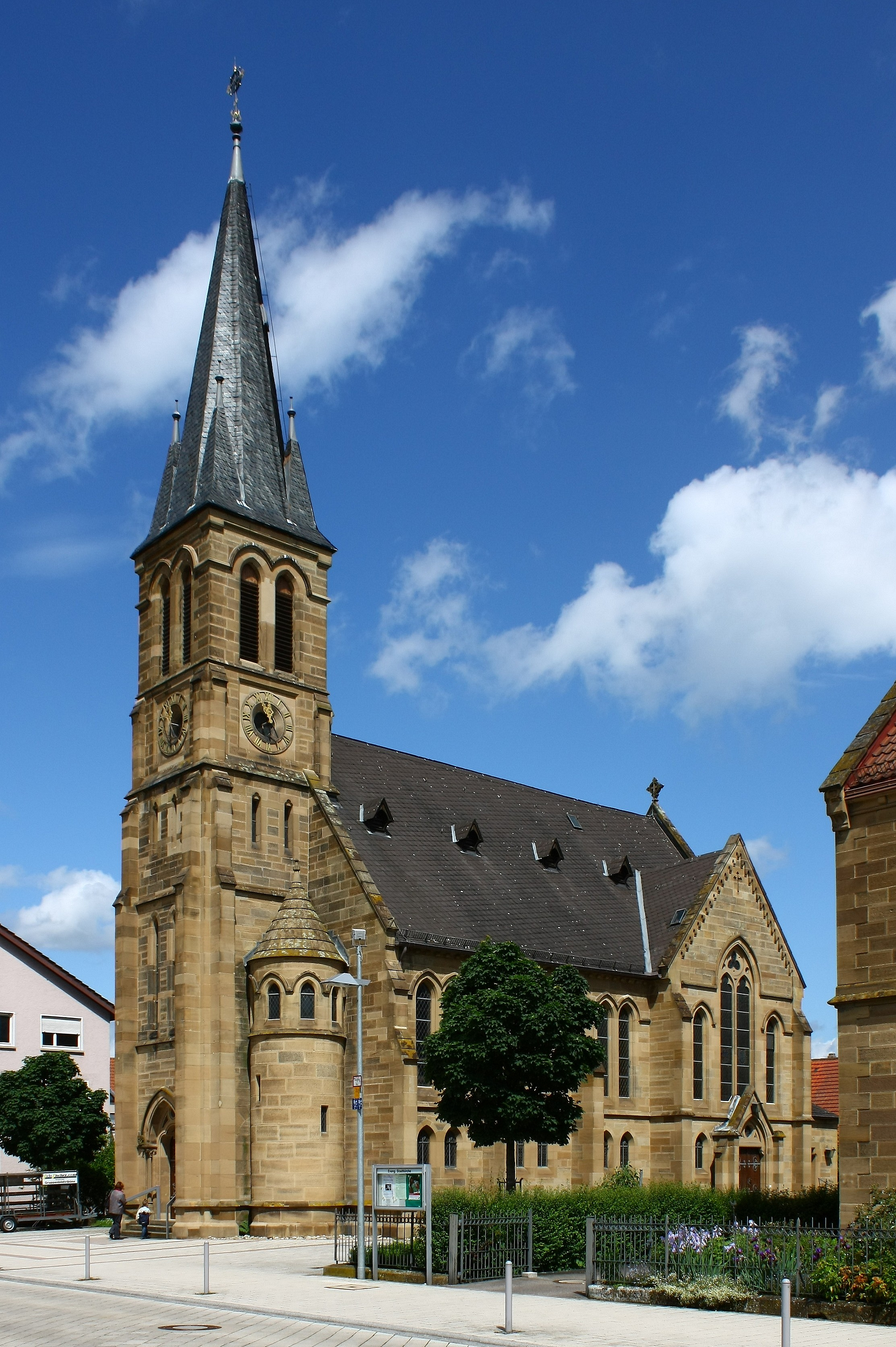
Evangelische Stadtpfarrkirche in Neckarsulm

Die Evangelische Stadtpfarrkirche in Neckarsulm im Landkreis Heilbronn im nördlichen Baden-Württemberg wurde im 19. Jahrhundert erbaut.

## Geschichte
Durch seine Zugehörigkeit zum Deutschen Orden war Neckarsulm bis ins frühe 19. Jahrhundert fast rein katholisch. Erst im Zuge der Industrialisierung siedelten sich auch zahlreiche evangelische Gläubige an. Seit 1850 fanden evangelische Gottesdienste in der Kapelle des Deutschordenshauses statt. Die Kirche für die evangelische Gemeinde wurde am 3. Oktober 1888 eingeweiht. 1891 wurde die bisherige Pfarrverweserstelle zu einer eigenständigen Pfarrei erhoben. Der Pfarrer wohnte zunächst im ersten Stock des evangelischen Schulhauses, bevor 1893 das der Kirche benachbarte zugehörige Pfarrhaus errichtet wurde.
In der Nacht vom 30. Juni auf den 1. Juli 1897 riss ein Sturm die Turmspitze und einen Teil des Glockenstuhls der Kirche um, auch das Pfarrhaus trug schwere Sturmschäden davon. Der Gustav-Adolf-Verein trug mit großzügigen Zuwendungen zum Wiederaufbau bei.

## Beschreibung
Die Kirche wurde aus regionaltypischem Sandstein im Stil der Neogotik erbaut und ist nach Nordosten ausgerichtet. Der etwas eingezogene Turm an der südwestlichen Giebelseite dient im Sockel als Eingang und Vorhalle zur Kirche, die von einem Satteldach überdeckt wird. Das Langhaus weist im Norden zu beiden Seiten querschiffartige Zwerchhäuser auf, die von Dreiecksgiebeln bekrönt werden. Nach Nordosten hin weist die Kirche einen eingezogenen Chor mit 5/8-Schluss auf. Das Langhaus wird im Inneren von einer der Dachform folgenden Holzdecke überspannt. Zur Turmseite hin ist eine große Empore eingezogen, auf der sich die Orgel befindet. Der Chor ist von einem steinernen Gewölbe überspannt. Links vor dem Chorbogen befindet sich die Kanzel.

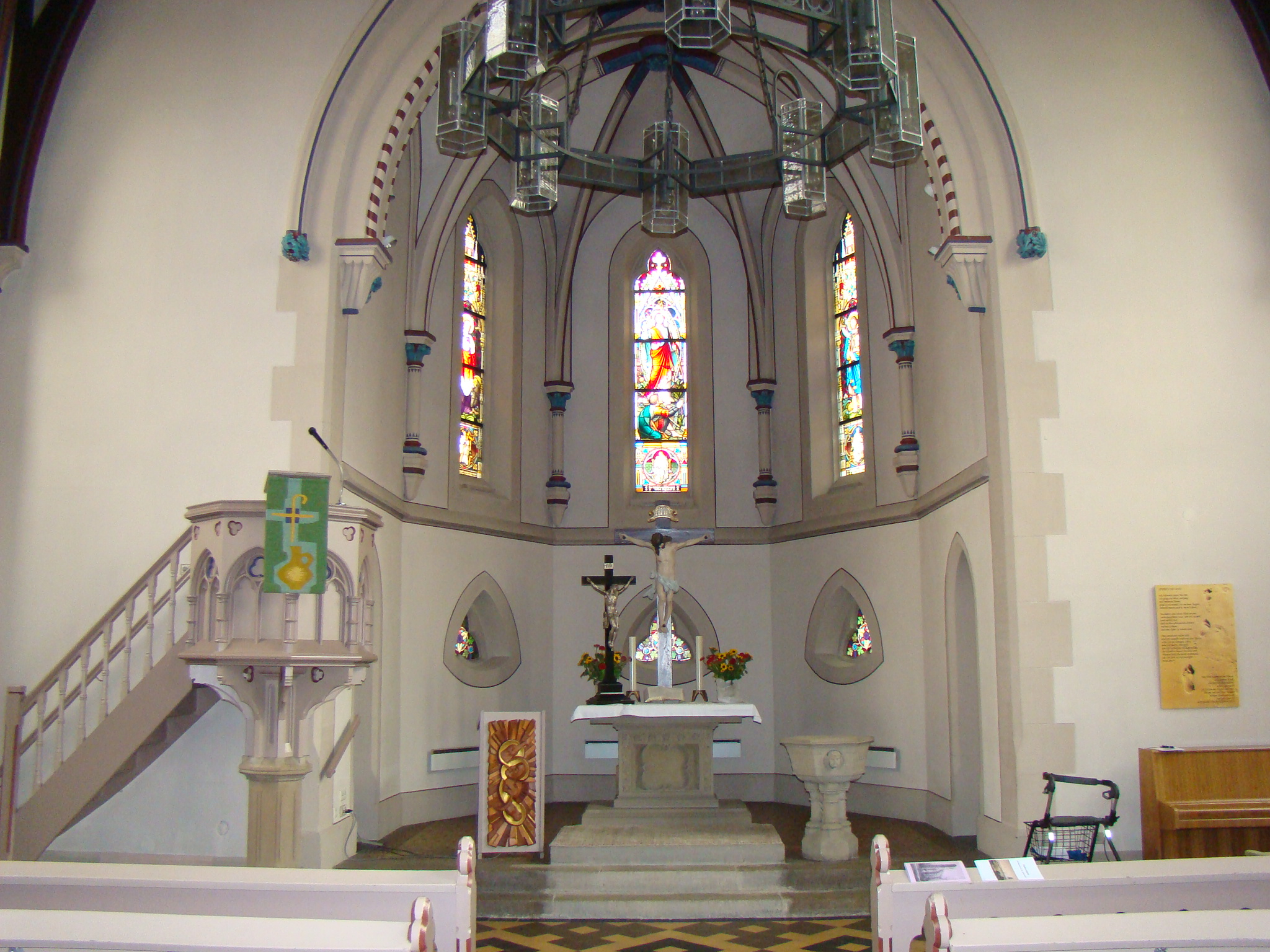
Blick zum Chor
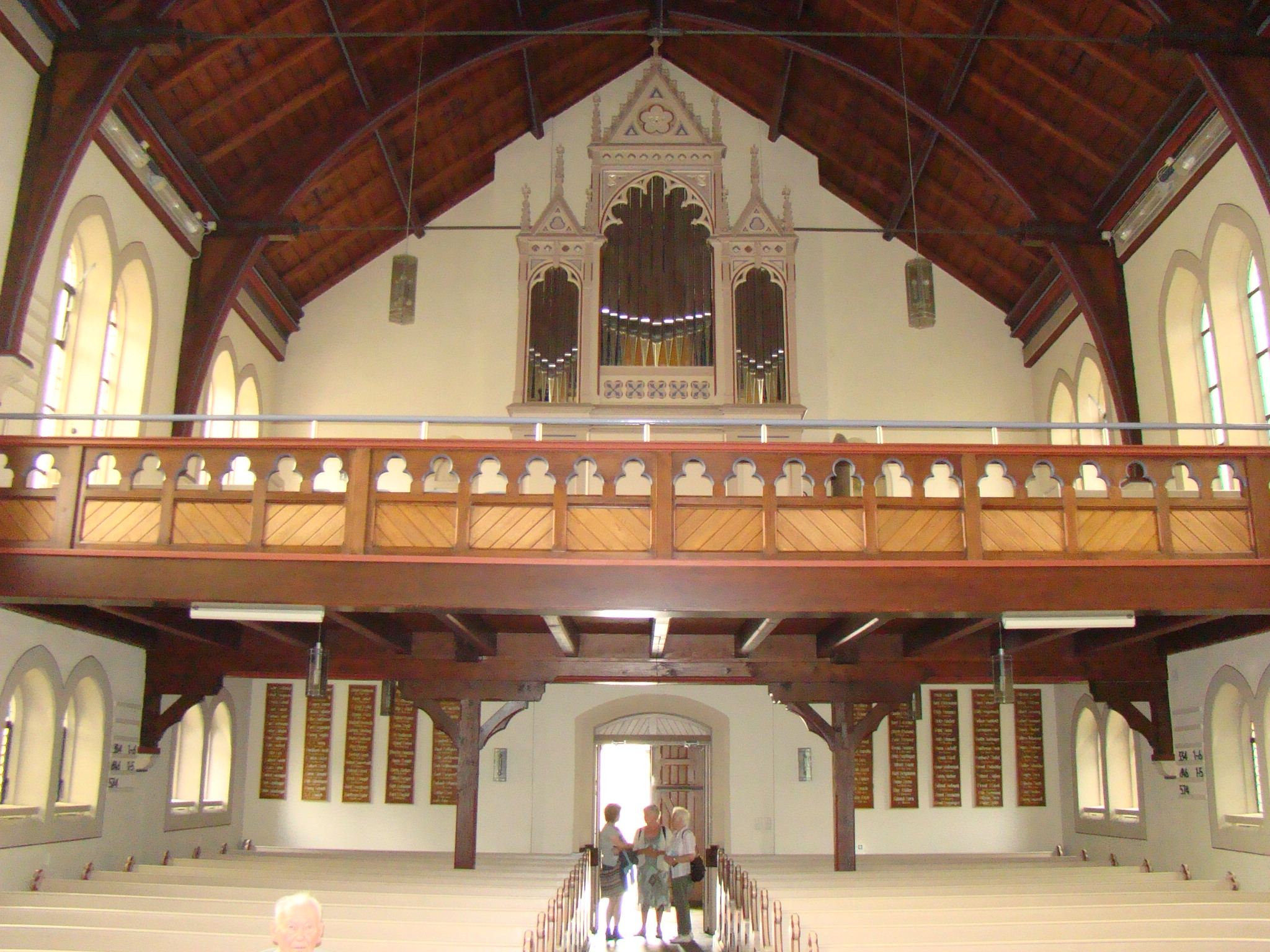
Blick zur Empore